# گمینا یانوویتس
گمینا یانوویتس (به لهستانی:  Gmina Janowiec) یک گمینا در لهستان است که در شهرستان پوواو واقع شده‌است. گمینا یانوویتس ۷۹ کیلومتر مربع مساحت و ۳٬۶۷۵ نفر جمعیت دارد.